# 36 Arietis
Étoile à grand mouvement propre (d)
Source de proche infrarouge (d)
36 Arietis est une étoile de la constellation du Bélier, située à 380 ± 2 années-lumière (116,4 ± 0,5 parsecs) de la Terre.